# Jan Cieciszowski na Kałuszynie
Jan Cieciszowski (Cieciszewski) na Kałuszynie herbu Kolumna – podkomorzy liwski w 1667 roku, cześnik liwski w 1666 roku.
Żonaty z Anną Zbąską i Konstancją Bojemską.
Poseł sejmiku liwskiego na sejmy 1666 (I), 1668 (I), sejm abdykacyjny 1668 roku. Poseł na sejm konwokacyjny 1668 roku z ziemi liwskiej. Poseł na sejm nadzwyczajny 1670 roku z ziemi liwskiej. Jako poseł na sejm konwokacyjny 1674 roku z ziemi liwskiej  był członkiem konfederacji generalnej zawiązanej 15 stycznia 1674 roku na tym sejmie. Poseł sejmiku liwskiego na sejm koronacyjny 1676 roku, sejm 1681 roku, sejm nadzwyczajny 1688/1689 roku, poseł na sejm zwyczajny 1688 roku.
Jako deputat podpisał pacta conventa Jana III Sobieskiego w 1674 roku.
Poseł sejmiku ziemi liwskiej na sejm konwokacyjny 1696 roku. Po zerwanym sejmie konwokacyjnym 1696 roku przystąpił 28 września 1696 roku do konfederacji generalnej.